# Zveno (arte)
Zveno ("Collegamento") è stato un gruppo di artisti dell'avanguardia russa, per lo più provenienti dall'Ucraina, formato nel primo decennio del XX secolo dai fratelli David Burljuk e Vladimir Burljuk.

## Membri
Tra i membri del gruppo c'erano:
- David Burljuk
- Vladimir Burljuk
- Wladimir Baranoff-Rossine
- Oleksandr Bohomazov
- Aleksandra Ėkster